# Labradoodle
Labradoodle är en hund som är en korsning mellan en labrador och en pudel (engelska poodle). Mankhöjden är 33–65 centimeter och vikten 10–40 kilogram. Labradoodeln varierar ofta i färg, allt ifrån svart till gräddvit.

## Historia
Första gången en labradoodle medvetet avlades anses ha varit 1989. Wally Conron, avelsansvarig på Guide Dogs Victoria i Melbourne, korsade en labrador retriever med en Standard pudel i syfte att få fram ledarhundar till synskadade personer med pälsallergi. Conron önskade kombinera pudelns egenskap att fälla lite hår med labradorens vänliga lynne och träningsbarhet. Labradoodeln används fortfarande runt om i världen som ledarhund, sällskapshund och terapihund. Den är dessutom en populär familjehund.
Enligt artikel från 2012 innehåller hundrasen ungefär samma nivåer som sex andra hundraser av allergenet Can f 1, vilket cirka 60 procent av hundallergiker reagerar på.
Wally Conron ångrade senare sin skapelse då många oseriösa valpfabriker (puppy mills) snabbt satte igång att avla fram massor av olika doodle-valpar designer dogs, vilka de sedan tog hutlöst betalt för med falsk marknadsföring. Påståendena skulle gälla deras så kallade allergivänlighet samt exceptionella friskhet.